# Badajoz Siglo XXI
Badajoz Siglo XXI, más conocido como Torre de Caja Badajoz, es un edificio de oficinas que se encuentra en la barriada pacense de Valdepasillas. El edificio es reconocido como la construcción más alta de Extremadura, superando a la anterior, el puente Real (80 m aproximadamente).
Consta de dos partes; una de ellas es una base de dos plantas (la baja y la primera) en la  que se encuentra un auditorio con capacidad para 500 personas, un centro de negocios (dotado con varias salas flexibles, preparadas para diversos usos), un restaurante para empleados, dos cafeterías, una guardería para empleados, un gimnasio, un aparcamiento, una piscina cubierta y una sala de exposiciones.
La otra parte del edificio, es la torre de 82 m, en las plantas superiores de la torre, se encuentran las oficinas de los directivos del banco Ibercaja y de la Fundación Caja Badajoz, junto a las plantas medias, en las que se encuentran las oficinas para otros empleados de la entidad bancaria y de la fundación. También cuenta con ocho plantas de oficinas en alquiler para terceros, que se sitúan en las plantas inferiores de la torre. 
El complejo finalizó su construcción en verano de 2011.

## Proyecto
En verano de 2007, se presentó el proyecto de construcción de la nueva sede de Caja Badajoz. 
En 2008 empezó la construcción del complejo. Está edificada en una parcela junto al Puente Real y el río Guadiana, en la zona de Valdepasillas.
Está diseñado por el arquitecto Antonio Lamela en colaboración con el estudio británico Hook.